# Dorcadion czegodaevi
Dorcadion czegodaevi là một loài bọ cánh cứng trong họ Cerambycidae.